# Yukiaki Okabe
Yukiaki Okabe (jap. 岡部 幸明 Okabe Yukiaki; ur. 24 kwietnia 1941, zm. 26 stycznia 2018 w Takatsuki) – japoński pływak. Brązowy medalista olimpijski z Tokio.
Zawody w 1964 były jego jedynymi igrzyskami olimpijskimi. Trzeci był w sztafecie 4 × 200 metrów stylem dowolnym. Wspólnie z nim tworzyli ją: Makoto Fukui, Kunihiro Iwasaki i Toshio Shōji.